# Kamienna tajemnica
Kamienna tajemnica (niem. Das Geheimnis des Steins, ang. The Secret of the Stone) – serial przygodowy dla młodzieży z 1990 r., w reżyserii Krzysztofa Grubera.

## Opis fabuły
Zrealizowany w malowniczych plenerach szwedzkiej Smalandii. Osią fabuły są ściśle splatające się trzy wątki: Jake'a - syna amerykańskiego pisarza, powracającego do kraju przodków; gangsterów poszukujących skarbu; a także grupy dzieci, które również, choć trochę przypadkiem, wpadają na jego trop. Mimo sensacyjnej fabuły, twórcy cyklu starali się unikać wszelkiej brutalności. Zgodnie z intencjami realizatorów „Kamienna tajemnica” jest skierowana przede wszystkim dla młodych odbiorców. W obsadzie, obok znanego szwedzkiego aktora Pera Oscarssona, zagrała jego córka Pernilla. Ekipa pracowała szybko, bowiem większość zdjęć musiała powstać podczas krótkiego skandynawskiego lata. Zmorą realizatorów okazała się praca z małymi Szwedami, grającymi główne role dziecięce – członkowie ekipy nie zawsze wiedzieli jak zdyscyplinować rozbrykane ponad miarę dzieciaki, którym szwedzka ustawa zapewnia prawie absolutną nietykalność na terenie ich kraju.

## Obsada aktorska
- Per Oscarsson - Per Magnusson
- Bo Brundin - Åke
- Carl-Ivar Nilsson - Sven Nilsson
- Jonas Stenberg - Jake Nilsson
- Attila Sánta - Tomek
- Katarzyna Walter - Joanna
- Jeff Klaesson - Bo
- Eleonor Einarsson - Karin
- Mikael Klängström - Roy
- Pernilla Oscarsson - Mia
- Eugeniusz Priwieziencew - Alex
- Maciej Pietrzyk - Bert
- Tomasz Grochoczyński
- Nils Bjarke
- Carl Dellow
- Jaoakim Erenlof
- Tjadem Halstrom
- Tommy Johnson
- Sune Mangs
- Axel Wilsson
- Leszek Pietrzyk
- Jonny Porali
- Sophia Ryrberg
- Veronika Stromberg
- Goran Sundberg

oraz grupa "PIRATE GANG" (firma kaskaderska Ryszarda Janikowskiego) i inni

## Odcinki
Tyuły odcinków w niemieckiej wersji językowej. Odcinki w polskiej wersji językowej nie posiadały nazw odcinków.
1. Ferienreise wider Willen
2. Jake geht auf Entdeckungsreise
3. Freundschaft mit Schwierigkeiten
4. Das Wrack der „Kronan“
5. Das rätselhafte Zeichen
6. Rettet Brunhilde
7. Gefahr im Teufelsmoor
8. Eine wichtige Entdeckung
9. Das geheimnisvolle Labyrinth
10. Fünf Wege und ein Ziel
11. Jake sitzt fest
12. Der Schatz
13. In letzter Sekunde

## Wersja polska
Serial był nadawany z angielskim dubbingiem i polskim lektorem, którym był Tomasz Knapik.